# Jacques Parizeau
Jacques Parizeau (Mont-real, 9 d'agost de 1930 - 1 de juny de 2015) fou un economista i polític quebequès. Va ser primer ministre del Quebec del 1994 al 1996 i el principal impulsor al capdavant del govern del segon referèndum d'independència del Quebec, el 1995.